# نورما راي
نورما راي (بالفرنسية: Norma Ray)‏ هي مغنية مؤلفة فرنسية، ولدت في 21 مارس 1970 في سانت إتيان في فرنسا.

## وصلات خارجية
- الموقع الرسمي
- نورما راي على موقع ميوزك برينز (الإنجليزية)
- نورما راي على موقع ديسكوغز (الإنجليزية)